# Campionatul European de Scrimă din 2000
Campionatul European de Scrimă din 2000 s-a desfășurat în perioada 3-9 iunie la Funchal în Madeira.

## Rezultate

### Masculin
| Probă             | Aur                                                                        | Argint                                                                | Bronz                                                               |
| Spadă             | Pavel Kolobkov (RUS)                                                       | Kaido Kaaberma (EST)                                                  | Christoph Marik (AUT) · Krisztián Kulcsár (HUN)                     |
| Spadă pe echipe   | Franța Frantz Philippe Rémy Delhomme Benoît Janvier Cédric Pillac          | Spania Eduardo Sepulveda José Luis Abajo Roberto Cantero Miguel Gómez | Germania Sven Schmid Oliver Lücke Fabian Schmidt Patrick Draenert   |
| Floretă           | Salvatore Sanzo (ITA)                                                      | Johannes Krüger (GER)                                                 | Loïc Attely (FRA) · João Gomes (POR)                                |
| Floretă pe echipe | Portugalia Hugo Miranda João Gomes Alvaro Monteiro Marco Gonçalves         | Austria Joachim Wendt Michael Ludwig Marco Falchetto Gerd Salbrechter | Italia Daniele Crosta Gabriele Magni Salvatore Sanzo Matteo Zennaro |
| Sabie             | Serghei Șarikov (RUS)                                                      | Aleksei Frosin (RUS)                                                  | Stanislav Pozdniakov (RUS) · Fernando Casares (SPA)                 |
| Sabie pe echipe   | Rusia Serghei Șarikov Aleksei Frosin Stanislav Pozdniakov Aleksandr Șirșov | Belarus                                                               | Ucraina                                                             |

### Feminin
| Probă             | Aur                                                                       | Argint                                                              | Bronz                                                                          |
| Spadă             | Rosa María Castillejo (SPA)                                               | Olga Cygan (POL)                                                    | Hajnalka Király (HUN) · Monika Maciejewska (POL)                               |
| Spadă pe echipe   | Elveția Sophie Lamon Diana Romagnoli Gianna Hablützel-Bürki Tabea Steffen | Ungaria Hajnalka Kiraly Adrienn Hormay Hajnalka Tóth Renata Fodor   | Germania Marijana Markovic Isabel Haamel Patricia Osyczka Kathrin Holz         |
| Floretă           | Sylwia Gruchała (POL)                                                     | Reka Lazăr-Szabo (ROU)                                              | Bella Nusueva (RUS) · Ekaterina Iușeva (RUS)                                   |
| Floretă pe echipe | Rusia Ekaterina Iușeva Svetlana Boiko Olga Sidorova Bella Nusuieva        | România · Roxana Scarlat · Claudia Vanță · Reka Szabo · Laura Badea | Polonia Sylwia Gruchala Barbara Wolnicka Małgorzata Wojtkowiak Alicja Kryczało |
| Sabie             | Anne-Lise Touya (FRA)                                                     | Elena Neceaeva (RUS)                                                | Elena Jemaeva (AZE) · Gioia Marzocca (ITA)                                     |
| Sabie pe echipe   | Rusia Elizaveta Gorst Irina Bajenova Natalia Makeeva Elena Neceaeva       | Franța Anne-Lise Touya Cécile Argiolas Magali Carrier               | Italia Ilaria Bianco Anna Ferraro Gioia Marzocca Alessia Tognolli              |

### Clasament pe medalii
| Loc   | Țară        | Aur | Argint | Bronz | Total |
| ----- | ----------- | --- | ------ | ----- | ----- |
| 1     | Rusia       | 5   | 2      | 3     | 10    |
| 2     | Franța      | 2   | 1      | 1     | 4     |
| 3     | Polonia     | 1   | 1      | 2     | 4     |
| 4     | Spania      | 1   | 1      | 1     | 3     |
| 5     | Italia      | 1   | 0      | 3     | 4     |
| 6     | Portugalia  | 1   | 0      | 1     | 2     |
| 7     | Elveția     | 1   | 0      | 0     | 1     |
| 8     | România     | 0   | 2      | 0     | 2     |
| 9     | Germania    | 0   | 1      | 2     | 3     |
| 10    | Ungaria     | 0   | 0      | 5     | 5     |
| 11    | Austria     | 0   | 1      | 1     | 2     |
| 12    | Belarus     | 0   | 1      | 0     | 1     |
| 12    | Estonia     | 0   | 1      | 0     | 1     |
| 14    | Azerbaidjan | 0   | 0      | 1     | 1     |
| 14    | Ucraina     | 0   | 0      | 1     | 1     |
| Total | Total       | 12  | 12     | 18    | 42    |